# Cedrus libani
Cedrus libani, cedru din Liban sau cedru libanez (în arabă أرز لبناني, transliterat: ʾarz Lubnāniyy), este o specie de arbori din pin, nativ în munții din bazinul Mediteranei de Est. Este un mare  conifer vesnic verde care are o mare semnificatie religioasa si istorica in culturile Orientului Mijlociu si este mentionata de multe ori in literatura civilizatiilor antice. Este emblema națională a Libanului și este utilizat pe scară largă ca arbore ornamental în parcuri și grădini.